# Escudo de Palencia

Escudo de la ciudad de Palencia

El escudo de Palencia posee la siguiente descripción heráldica:

Escudo cuartelado: En el primer y cuarto cuartel de azur, una cruz flordeliseada de oro; en el segundo y tercero de gules (rojo), un castillo de oro almenado de tres almenas, mamposteado de sable (negro) y aclarado de azur (azul). El escudo figura sobre pergamino heráldico de oro. Al timbre corona real antigua, abierta, compuesta por un círculo de oro engastado de piedras preciosas que sostiene ocho florones, de hojas de acanto, visibles cinco, interpolado de perlas.

La cruz que aparece representada en el escudo simboliza la “Cruz de la Victoria” que fue entregada por el rey Alfonso VIII de Castilla al obispo Tello Téllez de Meneses por la actuación de los palentinos en la batalla de las Navas de Tolosa que tuvo lugar en el año 1212.
El castillo de oro sobre el campo de gules es el símbolo que representa al antiguo Reino de Castilla, del que ha formado parte Palencia.